# بنك أميرانت أرينا
بنك أميرانت أرينا (بالإنجليزية: Amerant Bank Arena) هو أكبر ملعب داخلي في فلوريدا ويقع بجوار مطاحن ساوجراس في صنرايز، فلوريدا. وهو الملعب الرئيسي لفريق فلوريدا بانثرز في دوري الهوكي الوطني. تم الانتهاء منه في عام 1998 بتكلفة 185 مليون دولار أمريكي، بتمويل عام بالكامل تقريبًا، ويضم 70 جناحًا و2،623 مقعدًا للنادي.